# Sieciowy system sterowania
Sieciowy system sterowania (ang. networked control system) – układ sterowania, w którym pętle sterowania zamknięte są za pomocą sieci czasu rzeczywistego. W systemie takim sygnały sterujące, jak i te związane ze sprzężeniami zwrotnymi przesyłane są pomiędzy elementami składowymi systemu poprzez sieć w formie paczek (pakietów) informacji. Oprócz elementów pomiarowych, wykonawczych i sterujących częścią składową systemu jest sieć telekomunikacyjną - umożliwia to między innymi wykonywanie różnych działań zdalnie.
Systemy te posiadają swoje zalety i wraz z rozwojem sieci komputerowych przyciągają coraz większa uwagę, jednak wiąże się z nimi też szereg problemów, które są przedmiotem badań naukowych. Badania te dotyczą między innymi: nowych strategii sterowania, kinematyki urządzeń wykonawczych, niezawodności i bezpieczeństwa telekomunikacji, przydzielania pasma, rozwoju protokołów komunikacyjnych, lokalizacji usterek i strategii sterowania, które są odporne na usterki, zbierania informacji w czasie rzeczywistym, efektywnego przetwarzania danych z czujników.
Występowania sieci telekomunikacyjnej w pętli sprzężenia zwrotnego sprawia, że analiza układu sterowania staje się bardziej złożona między innymi z uwagi na:
- występowanie opóźnień w pętli
- możliwość utraty przesyłanych pakietów danych.

Ponadto istotnym zagadnieniem jest zadowalająca praca systemu w szerokim zakresie mimo jego wzrastającej złożoności. Z tego też względu ważna staje się detekcja usterek i różne techniki diagnostyczne.